# ديفيد تايلور (لاعب كريكت)
ديفيد تايلور (2 مايو 1881 بسيدني في أستراليا - ) (بالإنجليزية: David Taylor)‏ هو لاعب كريكت أسترالي.

## وصلات خارجية
- ديفيد تايلور (لاعب كريكت) على موقع إي آس بي آن كريك إنفو (الإنجليزية)